# Сплавы титана
Сплавы титана — сплавы, основным компонентом (или одним из компонентов) которых является титан.

## Классификация сплавов
Среди титановых сплавов выделяют три большие группы — высокопрочные конструкционные сплавы, жаропрочные сплавы и сплавы на основе химического соединения.
По области применения также выделяют литейные и деформируемые сплавы.
По разработчику титановых сплавов в СССР выделяют три большие группы - ВТ (разработчик - Всесоюзный Институт легких сплавов ОАО "ВИЛС"), ПТ (разработчик - ЦНИИ КМ "Прометей") и ОТ.

## Конструкционные сплавы

### Сплавы типа ВТ6
Высокопрочный конструкционный деформируемый сплав.
Химический состав.
| Fe     | C      | Si     | V         | N       | Ti           | Al        | Zr     | O      | H        | Прочих примесей |
| ------ | ------ | ------ | --------- | ------- | ------------ | --------- | ------ | ------ | -------- | --------------- |
| До 0,6 | До 0,1 | До 0,1 | 3,5 — 5,3 | До 0,05 | 86,45 — 90,9 | 5,3 — 6,8 | До 0,3 | До 0,2 | До 0,015 | До 0,3          |

Механические свойства
| Сортамент                    | Sв  | d5 | y | KCU    | Термообработка |
|                              | МПа | %  | % | кДж/м2 |                |
| ---------------------------- | --- | -- | - | ------ | -------------- |
| Лист отожжен., ГОСТ 22178-76 | 885 | 8  |   |        |                |

Наиболее часто применяемый в машиностроении сплав. В основном используется для создания крупногабаритных сварных и сборных конструкций.